# Cantón de Fleurance
El cantón de Fleurance era una división administrativa francesa, que estaba situada en el departamento de Gers y la región de Mediodía-Pirineos.

## Composición
El cantón estaba formado por veinte comunas:
- Brugnens
- Castelnau-d'Arbieu
- Céran
- Cézan
- Fleurance
- Gavarret-sur-Aulouste
- Goutz
- Lalanne
- Lamothe-Goas
- La Sauvetat
- Miramont-Latour
- Montestruc-sur-Gers
- Pauilhac
- Pis
- Préchac
- Puységur
- Réjaumont
- Sainte-Radegonde
- Taybosc
- Urdens

## Supresión del cantón de Fleurance
En aplicación del Decreto nº 2014-254 de 26 de febrero de 2014, el cantón de Fleurance fue suprimido el 22 de marzo de 2015 y sus 20 comunas pasaron a formar parte del nuevo cantón de Fleurance-Lomagne.